# Свєтлий (Кольський район)
Свєтлий (рос. Светлый) — населений пункт  у Кольському районі Мурманської області Російської Федерації.
Населення становить 5 осіб. Належить до муніципального утворення Верхньотуломське міське поселення .

## Населення
| 2002 | 2010 | 2012 | 2013 | 2014 | 2015 | 2016 |
| ---- | ---- | ---- | ---- | ---- | ---- | ---- |
| 3    | ↗4   | ↘3   | →3   | ↗5   | ↘3   | ↗5   |
| 2017 | 2018 | 2019 |      |      |      |      |
| ↗7   | →7   | ↘5   |      |      |      |      |